# Президентские выборы в России (1996)
Вы́боры президе́нта Росси́и 1996 го́да проходили в два тура. Первый тур был назначен на 16 июня согласно переходным положениям Конституции России и в связи с истечением срока полномочий Бориса Ельцина, избранного в 1991 году президентом России (РСФСР). Второй тур прошел 3 июля 1996 года. Выборы стали по состоянию на 2024 год первыми и единственными в новейшей истории России президентскими выборами, где для определения победителя потребовалось два тура. На этих выборах впервые кандидатами активно привлекались имиджмейкеры и политтехнологи, в поддержку кандидатов организовывались гастрольные туры с участием звёзд эстрады.
Основными соперниками являлись действовавший президент Борис Ельцин и лидер КПРФ Геннадий Зюганов. В качестве «третьей силы» выступали ряд не поддерживавших их программы кандидатов, наиболее ярким из которых был генерал-лейтенант Вооружённых сил России Александр Лебедь: он занял 3-е место в первом туре, а на следующий день был назначен секретарём Совета безопасности Российской Федерации, после чего призвал своих сторонников голосовать за действовавшего президента.
Выборы во втором туре завершились победой Ельцина, набравшего более 53 % голосов избирателей. Инаугурация состоялась 9 августа 1996 года в Государственном Кремлёвском дворце.
Выборы президента России 1996 года до сих пор являются предметом споров в российском обществе в связи с использованием манипулятивных технологий (в том числе чёрного пиара), крупными финансовыми вложениями, нарушениями избирательного законодательства и обвинениями в фальсификации результатов голосования.

## Ситуация перед выборами
Дата президентских выборов была утверждена постановлением Совета Федерации от 15 ноября 1995 года. 17 декабря 1995 года состоялись выборы в Государственную Думу II созыва, на которых первое место заняла КПРФ (22,3 %, 157 мест), второе — ЛДПР (11,2 %, 51 место), а поддерживаемое действовавшим Президентом России движение «Наш дом — Россия» — третье место (10,1 %, 45 мест).
Рейтинг Ельцина, уверенно выигравшего президентские выборы в 1991 году, за время его срока сильно снизился из-за того, что президент не оправдал надежд россиян на повышение уровня жизни. Он колебался на отметках от 3—5 до 8—9 % в связи с последствиями экономических реформ и приватизации предприятий, ростом преступности, задержкой выплат зарплат и пенсий, а также войной в Чечне. Провал «центристов» на выборах в Думу во многом повлиял на результаты опросов накануне президентских выборов, в связи с чем даже самые ярые сторонники Ельцина сомневались в возможности его переизбрания, а фаворитом президентской гонки считался лидер КПРФ Геннадий Зюганов, чью предвыборную программу высоко оценили на Всемирном экономическом форуме в Давосе. По данным социологических опросов на февраль 1996 года около 30 % населения были готовы полностью поддержать кандидата от КПРФ, около 33 % — частично.
В феврале 1996 года в одном из выпусков «Независимой газеты» политолог Александр Ципко призвал отменить президентские выборы, мотивируя это отсутствием достойных кандидатов и катастрофическими последствиями при выборе между Зюгановым и Ельциным. У Ельцина было три варианта действия:
- доверить подготовку к выборам избирательному штабу одной из «партий власти» по традиционному сценарию;
- отменить президентские выборы со ссылкой на чрезвычайные обстоятельства;
- доверить проведение кампании западным политтехнологам и принять предложение о финансовой помощи от олигархов, заинтересованных в победе Ельцина.

15 марта 1996 года Госдума приняла постановление, не признававшее часть Беловежских соглашений о прекращении существования СССР, что вызвало возмущения у лидеров стран СНГ и Балтии. Ельцин расценил это как попытку коммунистического реванша и поручил подготовить распоряжения о роспуске Думы, переносе выборов президента на 1998 год (по совету начальника своей службы безопасности Александра Коржакова) и запрете КПРФ. Рассматривался вариант введения чрезвычайного положения по всей стране и приведения воинских частей в состояние повышенной боевой готовности для предотвращения возможных массовых беспорядков, которые могли бы возглавить коммунисты. 18 марта на закрытом совещании с участием Виктора Черномырдина, Олега Сосковца, Николая Егорова и группы членов предвыборного штаба Ельцина большинство во главе с Сосковцом выступили за отмену выборов, но дочь Ельцина Татьяна Дьяченко убедила отца выслушать позиции Анатолия Куликова и Анатолия Чубайса, и после часовой беседы с ними Ельцин всё же принял решение провести выборы в срок.

## Начало предвыборной кампании
В канун нового 1996 года начались сборы подписей в поддержку кандидатов: для регистрации требовалось собрать не менее 1 миллиона подписей, а расходы каждой партии и каждого кандидата (в случае самовыдвижения) на кампанию не должны были превышать 3 млн долларов США. Чубайс называл эту сумму «несерьёзной», а Сергей Лисовский утверждал о невозможности уложиться в сумму из-за завышенной стоимости всех услуг.
Старт кампании был дан 14 мая: каждому кандидату предоставлялось по 30 минут бесплатного времени в эфире каждой из трёх государственных теле- и радиокомпаний, каждая дополнительная минута эфирного времени стоила от 8,5 до 30,5 тысяч долларов. Впервые в истории России прошли первые президентские телевизионные дебаты в рамках восьми выпусков программы «Один на один», в которых участвовали Святослав Фёдоров, Юрий Власов, Владимир Жириновский, Михаил Горбачёв, Мартин Шаккум, Александр Лебедь, Аман Тулеев и Владимир Брынцалов.
Накануне голосования газета «Аргументы и факты» открыла горячую линию, на которую люди могли позвонить и обратиться с просьбой к будущему президенту: чаще всего звучали просьбы повысить пенсии по старости до уровня минимальной зарплаты (73 тыс. рублей), обеспечить выплату зарплат сотрудникам различных предприятий, предотвратить массовые увольнения и помочь безработным найти доступную по специальности работу (в том числе и жителям крупных городов). На время голосования в Чечне с 1 июня действовало перемирие, подписанное премьер-министром Виктором Черномырдиным и президентом ЧРИ Зелимханом Яндарбиевым. Избирательные участки в Чечне по соображениям безопасности организовывались в автобусах; в республике в один день с президентскими проходили и выборы в Народное собрание Чеченской Республики.
11 июня в московском метро под сиденьем вагона поезда, следовавшего от станции «Тульская» в сторону станции «Нагатинская», взорвалось самодельное взрывное устройство. В результате взрыва погибли 4 человека, пострадали 16 человек. По словам Пола Хлебникова, сторонники Бориса Ельцина попытались возложить вину за этот теракт на «экстремистски настроенных коммунистов».
14 июня на ОРТ был показан специальный выпуск капитал-шоу «Поле чудес», подготовленный совместно ОРТ, НТВ, телекомпанией «ВИD» и съёмочной группой телепередачи «Куклы». В игре участвовали ростовые куклы семи кандидатов в президенты России (Михаил Горбачёв, Геннадий Зюганов, Владимир Жириновский, Святослав Фёдоров, Григорий Явлинский, Александр Лебедь и Борис Ельцин), министра обороны Павла Грачёва и премьер-министра Виктора Черномырдина. Также в игре были представлены куклы главы СБП Александра Коржакова и политика Виктора Анпилова (как помощники Ельцина и Зюганова соответственно). Заявленная тема игр — «Послезавтра»; в каждом туре в гротескном виде показывались отношения между кандидатами. В финал вышли Зюганов и Ельцин, а победу в выпуске и суперигре одержал Ельцин, получивший все шесть символических призов. Автором сценария выступил писатель Виктор Шендерович, сценарист программы «Куклы».

## Кандидаты
Центральной избирательной комиссией России было зарегистрировано 78 инициативных групп по выдвижению кандидатов в президенты, требование в 1 000 000 подписей избирателей выполнили 16 групп. ЦИК зарегистрировал 9 кандидатов, ещё семь получили отказ. 6 из них обжаловали отказ ЦИК в Верховном суде, и суд постановил зарегистрировать ещё двоих.
| Кандидаты, выдвинутые политическими движениями и инициативными группами | Кандидаты, выдвинутые политическими движениями и инициативными группами        | Кандидаты, выдвинутые политическими движениями и инициативными группами | Кандидаты, выдвинутые политическими движениями и инициативными группами |
| Кандидат                                                                | Должность (на момент выдвижения)                                               | Партия (движение)                                                       | Статус                                                                  |
| ----------------------------------------------------------------------- | ------------------------------------------------------------------------------ | ----------------------------------------------------------------------- | ----------------------------------------------------------------------- |
| Мавсар Адуев                                                            | редактор газеты «Мировой демократический союз»                                 | независимый                                                             | не собрал необходимое количество подписей                               |
| Анатолий Акинин                                                         | директор ИЧП «Многоотраслевое промышленное объединение АКРиН»                  | независимый                                                             | не собрал необходимое количество подписей                               |
| Владимир Аксёнов                                                        | пенсионер                                                                      | независимый                                                             | не собрал необходимое количество подписей                               |
| Александр Алексеев                                                      | председатель Национального объединения российских профсоюзов                   | Национально-трудовая партия                                             | не собрал необходимое количество подписей                               |
| Виктор Анпилов                                                          | председатель РКРП                                                              | РКРП                                                                    | поддержал Зюганова                                                      |
| Александр Баркашов                                                      | председатель совета РНЕ                                                        | РНЕ                                                                     | поддержал Ельцина                                                       |
| Тамара Базылева                                                         | президент концерна «Экология человека»                                         | независимая                                                             | не собрала необходимое количество подписей                              |
| Владимир Боровков                                                       | первый заместитель председателя центрального совета ВОСВОД                     | независимый                                                             | не собрал необходимое количество подписей                               |
| Константин Боровой                                                      | предприниматель, депутат Госдумы                                               | Партия экономической свободы                                            | поддержал Явлинского                                                    |
| Владимир Брынцалов                                                      | предприниматель, депутат Госдумы                                               | Русская социалистическая партия                                         | в регистрации отказано, отказ обжалован в Верховном суде                |
| Александр Васильев                                                      | руководитель движения «Мир с Богом»                                            | независимый                                                             | не собрал необходимое количество подписей                               |
| Юрий Власов                                                             | писатель                                                                       | Народно-патриотическая партия                                           | зарегистрирован                                                         |
| Андрей Волков                                                           | безработный                                                                    | независимый                                                             | не собрал необходимое количество подписей                               |
| Аркадий Вольский                                                        | президент РСПП                                                                 | независимый                                                             | поддержал Ельцина                                                       |
| Владимир Воронин                                                        | пенсионер                                                                      | Движение за национальное возрождение России                             | не собрал необходимое количество подписей                               |
| Егор Гайдар                                                             | депутат Госдумы                                                                | Демократический выбор России                                            | поддержал Ельцина                                                       |
| Михаил Горбачёв                                                         | президент «Горбачёв-фонда»                                                     | независимый                                                             | зарегистрирован                                                         |
| Борис Громов                                                            | депутат Госдумы                                                                | Моё отечество                                                           | отказался баллотироваться                                               |
| Николай Дальский                                                        | президент фонда «Общее согласие»                                               | независимый                                                             | поддержал Ельцина                                                       |
| Борис Ельцин                                                            | Президент Российской Федерации                                                 | независимый                                                             | зарегистрирован                                                         |
| Владимир Жириновский                                                    | депутат Госдумы                                                                | ЛДПР                                                                    | зарегистрирован                                                         |
| Андрей Завидия                                                          | президент концерна «Галанд»                                                    | Русская республиканская партия                                          | не собрал необходимое количество подписей                               |
| Валерий Зорькин                                                         | судья Конституционного суда Российской Федерации                               | независимый                                                             | отказался баллотироваться                                               |
| Сергей Зырянов                                                          | президент ИЧП «Лайф»                                                           | независимый                                                             | не собрал необходимое количество подписей                               |
| Геннадий Зюганов                                                        | депутат Госдумы                                                                | КПРФ                                                                    | зарегистрирован                                                         |
| Леонид Казаков                                                          | советник по экономическим вопросам фонда «Защита»                              | независимый                                                             | не собрал необходимое количество подписей                               |
| Ян Колтунов                                                             | пенсионер                                                                      | Партия пострадавших от властей и обездоленных                           | не собрал необходимое количество подписей                               |
| Владислав Кузнецов                                                      | предприниматель                                                                | независимый                                                             | не собрал необходимое количество подписей                               |
| Александр Лебедь                                                        | депутат Госдумы                                                                | Конгресс русских общин                                                  | зарегистрирован                                                         |
| Александр Лобанов                                                       | президент российско-финского СП «Союз легковых машин»                          | независимый                                                             | не собрал необходимое количество подписей                               |
| Николай Лысенко                                                         | председатель НРПР                                                              | НРПР                                                                    | поддержал Зюганова                                                      |
| Андрей Лычаков                                                          | директор экологического центра «Озон»                                          | независимый                                                             | не собрал необходимое количество подписей                               |
| Сергей Мавроди                                                          | президент ОАО «МММ»                                                            | независимый                                                             | в регистрации отказано                                                  |
| Николай Маслов                                                          | председатель Партии народного согласия                                         | Партия народного согласия                                               | не собрал необходимое количество подписей                               |
| Владимир Милосердов                                                     | председатель Русской партии                                                    | Русская партия                                                          | не собрал необходимое количество подписей                               |
| Владимир Морозов                                                        | директор компании «Инюркон»                                                    | независимый                                                             | не собрал необходимое количество подписей                               |
| Борис Немцов                                                            | губернатор Нижегородской области                                               | независимый                                                             | отказался баллотироваться                                               |
| Вячеслав Онегин                                                         | председатель ТОО «Фирма „МОЛ“»                                                 | независимый                                                             | не собрал необходимое количество подписей                               |
| Владимир Подопригора                                                    | член Совета Федерации                                                          | независимый                                                             | в регистрации отказано, отказ подтверждён Верховным судом               |
| Алексей Попов                                                           | научный сотрудник предприятия «Мир»                                            | независимый                                                             | не собрал необходимое количество подписей                               |
| Валерий Попов                                                           | директор научного центра «Земля»                                               | независимый                                                             | не собрал необходимое количество подписей                               |
| Пётр Романов                                                            | депутат Госдумы, директор химкомбината «Енисей»                                | Ассамблея национально-демократических и патриотических сил              | поддержал Зюганова                                                      |
| Николай Рузавин                                                         | фермер                                                                         | независимый                                                             | не собрал необходимое количество подписей                               |
| Александр Руцкой                                                        | председатель движения «Держава»                                                | Держава                                                                 | поддержал Зюганова                                                      |
| Марат Сабиров                                                           | президент Международной лиги глобальных концепций согласия                     | независимый                                                             | не собрал необходимое количество подписей                               |
| Александр Сарычев                                                       | президент объединения «Агротехпром»                                            | Народно-патриотический союз                                             | не собрал необходимое количество подписей                               |
| Виктор Семёнов[уточнить]                                                | безработный                                                                    | независимый                                                             | не собрал необходимое количество подписей                               |
| Анатолий Сидоров                                                        | директор Института экономики и предпринимательства                             | независимый                                                             | не собрал необходимое количество подписей                               |
| Вячеслав Силаев                                                         | президент Центра духовного обновления России «Седьмой луч»                     | Союз созидательных сил России                                           | не собрал необходимое количество подписей                               |
| Сергей Скворцов                                                         | главный редактор «Народной газеты»                                             | КПСС-2                                                                  | не собрал необходимое количество подписей                               |
| Валерий Смирнов                                                         | председатель исполкома ФНС                                                     | Фронт национального спасения                                            | не собрал необходимое количество подписей                               |
| Михаил Смирнов                                                          | адвокат                                                                        | независимый                                                             | не собрал необходимое количество подписей                               |
| Владимир Соловьёв                                                       | руководитель творческой группы «Пушкин» ЗАО «Объединение „МАЛС“»               | независимый                                                             | не собрал необходимое количество подписей                               |
| Анатолий Станков                                                        | депутат Мосгордумы                                                             | независимый                                                             | не собрал необходимое количество подписей                               |
| Галина Старовойтова                                                     | депутат Госдумы                                                                | независимая                                                             | в регистрации отказано, отказ подтверждён Верховным судом               |
| Сергей Сулакшин                                                         | депутат Госдумы                                                                | независимый                                                             | не собрал необходимое количество подписей                               |
| Артём Тарасов                                                           | советник конфедерации профсоюзов «Консолидация»                                | независимый                                                             | в регистрации отказано, отказ подтверждён Верховным судом               |
| Станислав Терехов                                                       | председатель «Союза офицеров»                                                  | независимый                                                             | поддержал Зюганова                                                      |
| Василий Терентьев                                                       | председатель ТОО «Финляндия»                                                   | Антикоммунистическая народная партия                                    | не собрал необходимое количество подписей                               |
| Сергей Тохтабиев                                                        | президент Международного фонда развития малых народов и этнических групп       | независимый                                                             | не собрал необходимое количество подписей                               |
| Аман Тулеев                                                             | председатель Законодательного собрания Кемеровской области                     | КПРФ                                                                    | зарегистрирован, снял свою кандидатуру, поддержал Зюганова              |
| Лев Убожко                                                              | председатель Консервативной партии                                             | Консервативная партия России                                            | в регистрации отказано, отказ подтверждён Верховным судом               |
| Вячеслав Ушаков                                                         | президент ОАО «Московский инвестиционный фонд»                                 | независимый                                                             | в регистрации отказано, отказ подтверждён Верховным судом               |
| Борис Фёдоров                                                           | депутат Госдумы                                                                | Вперёд, Россия                                                          | поддержал Ельцина                                                       |
| Святослав Фёдоров                                                       | офтальмолог, депутат Госдумы                                                   | Партия самоуправления трудящихся                                        | зарегистрирован                                                         |
| Виктор Федосов                                                          | директор ООО «Атилла»                                                          | Союз советских сталинистов                                              | не собрал необходимое количество подписей                               |
| Сергей Фоминцев                                                         | директор ЗАО «Фонд Фоминцева»                                                  | независимый                                                             | не собрал необходимое количество подписей                               |
| Олег Хабаров                                                            | директор консорциума «Интерозон»                                               | независимый                                                             | не собрал необходимое количество подписей                               |
| Ирина Хакамада                                                          | депутат Госдумы                                                                | Общее дело                                                              | не собрала необходимое количество подписей                              |
| Башир Чахкиев                                                           | руководитель Архивной службы Ингушетии                                         | независимый                                                             | не собрал необходимое количество подписей                               |
| Виктор Чечеватов                                                        | командующий войсками ДВО                                                       | независимый                                                             | поддержал Ельцина                                                       |
| Виктор Черномырдин                                                      | председатель Правительства Российской Федерации                                | Наш дом — Россия                                                        | поддержал Ельцина                                                       |
| Василий Чернышёв                                                        | заместитель директора издательства «Глаголь»                                   | независимый                                                             | не собрал необходимое количество подписей                               |
| Мартин Шаккум                                                           | директор фонда «Реформа»                                                       | независимый                                                             | в регистрации отказано, отказ обжалован в Верховном суде                |
| Галина Шарова                                                           | директор ЗАО «Норд-комплект»                                                   | независимый                                                             | не собрала необходимое количество подписей                              |
| Алексей Шевченко                                                        | исполнительный директор ЗАО «Центральная инжиниринговая корпорация „Подворье“» | независимый                                                             | не собрал необходимое количество подписей                               |
| Григорий Явлинский                                                      | депутат Госдумы                                                                | «Яблоко»                                                                | зарегистрирован                                                         |

Центризбирком РФ постановлением от 4 марта 1996 г.  отказал  в регистрации   инициативной  группы  избирателей  по  выдвижению  Владимира Подопригора кандидатом со  ссылкой на  то,  что  из  списка членов инициативной группы избирателей в 113 человек в отношении 14 человек неправильно указаны паспортные данные;  неразборчивы фамилии,  имена,  отчества семи человек; ошибочно дважды включены в список семь человек и один человек,  значившийся  в  списке,  не  присутствовал на собрании по выдвижению кандидата. Решением Верховного  Суда  РФ  от  15 марта 1996 г.  жалоба на отказ Центризбиркома РФ в регистрации  данной  инициативной  группы избирателей  по  выдвижению  Подопригора была  оставлена без  удовлетворения. 
Решением Верховного Суда  РФ  от 13  марта 1996 г. законным признан и отказ Центризбиркома РФ в регистрации инициативной группы избирателей,  выдвинувшей Галину Старовойтову  кандидатом  на  должность  Президента Российской  Федерации.  Из перечисленных в списке 102  членов  инициативной  группы в отношении одного человека не было паспортных данных и двое членов группы ко дню образования инициативной  группы  и  обращения ее в Центризбирком РФ не достигли 18-летнего возраста.    

## Кампания Ельцина

### Предвыборная программа Ельцина
Окружение Ельцина предполагало отставку президента и рассматривало кандидатуры преемников из числа близких к нему людей, особенно на фоне перенесённого Ельциным в ночь с 10 на 11 июля 1995 года инфаркта, однако 4 января 1996 года Ельцин заявил руководителю своей администрации Сергею Филатову, что намерен пойти на второй срок и не дать коммунистам взять политический «реванш» после выборов в Думу. 15 февраля на митинге в Екатеринбурге во Дворце молодёжи он официально объявил о своём баллотировании на второй срок, а 25 марта одна из инициативных групп предъявила более миллиона подписей, собранных для регистрации кандидатуры Ельцина. Предвыборная программа Ельцина поддерживала дальнейшие демократические преобразования и реформы: Ельцин обещал приблизить систему распределения доходов к уровню стран Запада, продолжать поддерживать малый бизнес и бороться против сосредоточения национальных богатств в руках элиты, а также вести новую политику развития культуры и науки и прилагать все усилия к воспитанию нового поколения. Для реализации положений программы Ельцин подписал ряд указов (в том числе указ о праве граждан на земельную собственность). Он обещал немедленно прекратить войну в Чечне, отменить к 2000 году всеобщую воинскую повинность и перевести вооружённые силы на контрактную основу.

### Штаб и административный ресурс
Изначально работу штаба Ельцина организовывали директор ФСБ Михаил Барсуков и вице-премьер Олег Сосковец, но 23 марта последнего сняли с поста главы штаба связи с неудовлетворительными результатами работы, а штаб возглавил Анатолий Чубайс. Он создал «Аналитическую группу», которая занималась научно-социальными исследованиями и использовала результаты данных для ведения кампании. В состав этой группы входили глава НТВ Игорь Малашенко, отвечавший за работу со СМИ, и дочь Ельцина Татьяна Дьяченко как советник по связям с общественностью. Предвыборный штаб Ельцина располагался в одном из номеров гостиницы «Президент-Отель», вокруг которого была выставлена круглосуточная вооружённая охрана. По ходу выборов в штабе Ельцина вели борьбу два лагеря: «демократический» во главе с Анатолием Чубайсом, выступавший за ведение борьбы до победного конца, и «силовой» во главе с Александром Коржаковым и Олегом Сосковцом, которые настаивали на переносе или отмене выборов.
По закону никто из госслужащих и должностных лиц не имел право участвовать в агитации. По словам Чубайса, около половины губернаторов и мэров изначально были против Ельцина, а одна шестая занимала нейтральную позицию. После назначения Николая Егорова на пост главы администрации президента началась работа с административным ресурсом для повышения рейтинга. С его помощью планировалось обеспечить минимум 60 % голосов избирателей за Ельцина. За время кампании в поддержку переизбрания Ельцина выступили многие лидеры регионов, что, по мнению руководителя отдела по борьбе с коррупцией при Службе безопасности президента полковника Валерия Стрелецкого, было связано с полной коррумпированностью ресурса. Штаб Ельцина осуществлял подкуп чиновников, создание фиктивных партий и финансирование разных движений в поддержку кандидата. Президента поддержали некоторые антикоммунистически настроенные представители оппозиции.

### Агитация за Ельцина
Поскольку в команду Ельцина вошли руководители крупнейших телеканалов страны, телевидение было фактически под контролем власти; в то же время многие журналисты поддерживали Ельцина как защитника свободы слова. В его поддержку было снято большое количество рекламных роликов игрового характера, хотя сам Ельцин в теледебатах не участвовал. Равноправного освещения кандидатов в СМИ не было: больше половины эфирного времени было выделено на положительное освещение Ельцина, а иные кандидаты игнорировались или критиковались. Чтобы избавиться от главного противника — Зюганова, штаб Ельцина развязал информационную войну против последнего: в прессе начали публиковать гипотетические негативные последствия победы Зюганова на выборах, масштабы которых нередко раздувались. Борис Березовский оправдывал эти действия тем, что во время предвыборной кампании «свобода прессы» в идеальном виде не может существовать.
В 2012 году в интервью «Эху Москвы» Андрей Васильев утверждал, что СМИ путём воздействия на общественное мнение пытались не дать россиянам «совершить демократический выбор» и допустить к власти коммунистов, лидировавших во всех опросах, через «какие-то демократические институты». По мнению Дмитрия Фурмана, сторонники Ельцина отказались соблюдать предвыборное законодательство и «играть по правилам», чтобы не дать Зюганову законно победить, и тем самым нанесли серьёзный ущерб развитию демократических институтов России. В то же время некоторые журналисты считали свои действия осознанными: Игорь Свинаренко говорил о моральном праве «отплатить той же монетой» коммунистам за отсутствие свободы слова в стране; Владимир Яковлев считал цели и задачи коммунистов для себя попросту неприемлемыми, а главный редактор журнала «Итоги» Сергей Пархоменко выразил готовность поступиться этикой и справедливостью и разжечь антикоммунистическую истерию, чтобы не дать Зюганову победить.
Вся предвыборная кампания Ельцина проходила под лозунгом «Голосуй или проиграешь», схожим с лозунгом Билла Клинтона на президентских выборах 1992 года «Choose or Lose» — избирателям фактически предлагался выбор между капиталистическим будущим Ельцина или коммунистическим прошлым Зюганова. Понимая, что основной конкурент на выборах — Геннадий Зюганов — не симпатичен молодым избирателям, значительный упор был сделан на привлечение молодёжи на выборы и её агитацию. В рамках кампании по России гастролировал ряд музыкантов, агитировавших в поддержку президента: так, хип-хоп-группа «Мальчишник» совместно с DJ Грувом записала песню под названием «Голосуй, или проиграешь» и сняла клип, в котором музыканты выступали на фоне дома с граффити Ельцина. Ельцин участвовал в предвыборных поездках по стране, выступая на митингах, давая интервью и посещая молодёжные концерты, причём Сергей Лисовский утверждал о попытках КПРФ сорвать поездки. Среди известных телесюжетов были посещение Ельциным татарского сабантуя; танец Ельцина на ростовском концерте Евгения Осина; выступление на рок-концерте в Москве, организованном Лисовским; спуск в угольные шахты и визиты в отдалённые военные гарнизоны; рассылки писем ветеранам Великой Отечественной войны с его же факсимиле. Заключительный митинг Ельцин провёл в Екатеринбурге 14 июня, выйдя на сцену в сопровождении губернатора Свердловской области Эдуарда Росселя.

### Политические изменения
Чтобы заручиться поддержкой интеллигенции и молодёжи, Ельцин решил изменить государственный курс. Из правительства были уволены Андрей Козырев и Анатолий Чубайс; был подписан указ о выплате задолженностей по зарплатам, пенсиям и пособиям — для этого использовался транш МВФ в размере 10,2 млрд долларов, переведённый в марте 1996 года и поддержанный Белым домом. По официальным данным, эта задолженность была эквивалентна 700 млн долларов, погасить её удалось к 1 апреля. Начались судебные следствия в отношении и. о. генпрокурора Алексея Ильюшенко, главы Роскомдрагмета Евгения Бычкова и глав ряда регионов. Но сильнее всего рейтинг Ельцина поднялся благодаря заявлению об ошибочности ввода федеральных войск в Чечню: президент не только добился подписания перемирия с руководством ЧРИ в Москве, но и во время одного из визитов в Чечню подписал на танке указ о прекращении боевых действий. Противники Ельцина считали, что всё это было сделано только ради поднятия предвыборного рейтинга президента.

### Поддержка олигархов
В феврале 1996 года появилась информация о так называемом «Давосском пакте» — заключённом в Давосе соглашении российских олигархов о поддержке Ельцина, которое было принято после тщательных обсуждений. Считается, что этому способствовала группа помощников президента РФ во главе с Георгием Сатаровым. 27 апреля было опубликовано открытое письмо под названием «Выйти из тупика!», подпись под которым поставили тринадцать ведущих влиятельных российских бизнесменов — Борис Березовский, Владимир Гусинский, Владимир Потанин, Александр Смоленский, Михаил Фридман, Михаил Ходорковский, Александр Дундуков, Виктор Городилов, Николай Михайлов, Сергей Муравленко, Леонид Невзлин, Алексей Николаев и Дмитрий Орлов. Они призывали всех, в чьих руках была сосредоточена реальная власть, «объединить усилия для поиска политического компромисса» во избежание раскола общества, а также говорили о наличии средств «для воздействия на слишком беспринципных и на слишком бескомпромиссных политиков», намекая даже на возможность отмены выборов. Через две недели после письма Зюганов предложил Ельцину провести теледебаты, от которых тот отказался.
Олигархи заключили с Ельциным сделку: в обмен на гарантию приватизации государственных предприятий и получения больших долей они обязались профинансировать его предвыборную кампанию и привлечь специалистов, которые обеспечили бы положительное освещение деятельности президента. По мнению Пола Хлебникова, все участвовавшие в сделке компании официально не отчитывались о финансовой поддержке Ельцина — деньги поступали в «чёрную кассу», распорядителем которой был Березовский; схему поступлений регулировал предвыборный штаб в доме приёмов «ЛогоВАЗа» Березовского. Согласно Дэвиду Хоффману, в переговорах с авторами письма «Выйти из тупика!» участвовал Джордж Сорос, который не верил в победу Ельцина; Александр Коржаков утверждал, что Ельцин использовал для финансирования своей кампании огромные средства от иностранных инвесторов Берлускони, Коля, Ширака, Клинтона, причём Берлускони якобы выделил миллиард долларов «без отдачи». По мнению журналиста Шона Гиллори, заключению сделки между Ельциным и олигархами в некоторой степени способствовали «американские игроки», заинтересованные в победе Ельцина.

### Помощь из США
В феврале 1996 года советник Ельцина Феликс Брайнин по просьбе Олега Сосковца составил команду политтехнологов в помощь штабу Ельцина. В неё вошли американцы Джордж Гортон, Джозеф Шумейт (англ. Joseph Shumate), Ричард Дреснер (англ. Richard "Dick" Dresner) и Дик Моррис, а также британец Тим Белл. Им доверили ведение ельцинской кампании, обязав не появляться на публике и вести свою работу в режиме строгой секретности: их номер располагался в «Президент-Отеле» рядом с номером Татьяны Дьяченко, которая обсуждала с ними всю свежую информацию. Политтехнологам дали карт-бланш в плане расходов на предвыборную программу. Об участии американских политтехнологов писал Майкл Крамер в статье «Янки спешат на помощь: Тайная история того, как американские советники помогли победить Ельцину» (англ. Yanks to the Rescue: The Secret Story of How American Advisers Helped Yeltsin Win) журнала «Time»; в 2003 году вышел фильм «Проект „Ельцин“» об этих событиях. По утверждению Дэвида Ремника, Александр Коржаков в своё время встречался с работавшим в Московском центре Карнеги Майклом Макфолом и, приняв его за сотрудника ЦРУ, безуспешно просил в случае отмены выборов уговорить Вашингтон поддержать решение Москвы.
По словам главного политического аналитика посольства США в Москве Томаса Грэма (англ. Thomas Graham), США могла устроить победа Ельцина или любого другого сторонника реформ; журналист Шон Гиллори считал, что американцы вмешивались в выборы, стремясь достичь определённых внешнеполитических целей. Президент США Билл Клинтон получал от Ельцина всю оперативную информацию о президентской кампании и давал ему советы о ведении кампании и выработке позиций по разным вопросам, несмотря на призывы Госдепартамента и Совета национальной безопасности не вмешиваться в выборы. Согласно рассекреченной стенограмме беседы Ельцина и Клинтона от 21 апреля, состоявшейся во время визита Клинтона в Москву, Ельцин возмущался настроенности американских СМИ в поддержку Зюганова и пытался убедить Клинтона, что электорат коммунистов составляют фанатики, выступающие против реформ и против суверенитета бывших советских республик. Клинтон, обходя тему выборов, во время визита публично отметил прогресс экономических реформ, признал войну в Чечне внутренним делом России и оценил роль Ельцина как мирового лидера, что позитивно сказалось на рейтингах последнего.

### Итоги
По разным оценкам, избирательная кампания Ельцина обошлась от 700 млн до 3—4 млрд долларов, практически все государственные ресурсы были мобилизованы для его победы. По оценке Службы безопасности президента РФ, на всю кампанию Ельцин потратил около 1 млрд долларов США в обход действовавшего законодательства, а вашингтонский Центр по стратегическим и международным исследованиям называл цифру в 2 млрд долларов. Перед первым туром благодаря усилиям Аналитической группы и политтехнологов рейтинг Ельцина значительно вырос, и такие фонды, как «Общественное мнение» и ВЦИОМ, стали отдавать предпочтение на выборах Ельцину. Но в обществе к тому моменту накопилась усталость от политики и создалось чувство апатии, охватившее многих жителей России.

## Кампания Зюганова

### Выдвижение
После успеха КПРФ на парламентских выборах 1995 года кандидатура Геннадия Зюганова была одобрена на пленуме ЦК КПРФ, прошедшем 11—12 января 1996 года — его выдвинула инициативная группа Алексея Подберёзкина и его движения «Духовное наследие». Зюганов создал коалицию «народно-патриотических сил», в которую к началу первого тура вошли около 136 организаций, выразивших поддержку Зюганову — как коммунисты, так и националисты. Финансирование кампании осуществлялось силами представителей крупного бизнеса. 15 февраля Зюганов официально объявил о выдвижении своей кандидатуры на пост президента, будучи фаворитом предвыборной гонки на фоне низких рейтингов Ельцина.

### Предвыборная программа
Зюганов считался основным противником Ельцина, выступая с противоположных Ельцину позиций по многим вопросам. Основой его программы служила умеренно националистическая идеология, а социал-демократическую Зюганов отверг как неподходящую для России, хотя некоторые положения «европейских левых» в его программе прослеживались. На Давосском экономическом форуме Зюганов огласил ряд пунктов своей предвыборной программы, в частности, им упоминались многоукладная экономика смешанного типа с допущением приватизации для ряда предприятий, поддержка долгосрочных связей с иностранными инвесторами и открытость КПРФ для диалога с любыми силами.
Официальная программа была представлена 17 марта. Она предусматривала три этапа развития страны до 2010 года под руководством «правительства народного доверия». Среди её положений были повышение зарплат и пенсий, восстановление ключевых предприятий при помощи государства, «демократизация общественных отношений» и усиление государственного регулирования в экономике. Зюганов поддерживал мирное разрешение конфликта в Чечне без вывода федеральных войск, расширение участия профсоюзов в управлении страной и укрепление исполнительной ветви власти. В плане внешней политики Зюганов, несмотря на лозунги в духе национально-освободительных движений середины XX века, выступал за партнёрские отношения с Западом. В его команду должны были войти Юрий Маслюков (премьер-министр), Николай Кондратенко, Василий Стародубцев и Николай Харитонов.
Благодаря отказу КПРФ от революционных изменений общества мировая элита поддержала Зюганова, считая его будущим президентом. Однако Анатолий Чубайс 4 февраля в Давосе раскритиковал положения программы Зюганова, назвав неприемлемыми национализацию предприятий и поддержку реального сектора экономики, которые были чреваты риском дефицита бюджета или реставрацией командно-административной системы. Он обвинил лидера КПРФ в лицемерии и двуличности к иностранцам и избирателям. Газета «Магнитогорский металл» утверждала, что партия намеревалась построить китайскую модель общества — национализировать предприятия, изменить финансовые потоки и подчинить центральному правительству коммерческие банки. Позже в коалиции Зюганова стали всё чаще возникать противоречия по поводу программы. Критика программы шла и от радикальной РКРП за недостаточный уход от ельцинских реформ и от антикоммунистических кругов за попытку реставрации СССР.

### Информационная война с Ельциным
Хотя никто не имел права запретить Зюганову выступать в СМИ, его команде уделили всего 18 % времени телеэфира и освещение КПРФ было исключительно негативным. Все протесты Зюганова в адрес телеканалов отклонялись, а в его защиту не выступал никто из демократов. По словам Ирины Петровской, Зюганов не обладал достаточной фотогеничностью, а его команда, по словам Евгения Сучкова, не уделила достаточного внимания проработке образа Зюганова. В итоге КПРФ сделала ставку на печатную прессу и бумажную агитацию: в распоряжении коммунистов были 150 районных и три национальные газеты («Сельская жизнь», «Советская Россия» и «Правда»), большую поддержку оказывала газета «Завтра». Поскольку финансовых средств для телерекламы у КПРФ не было, партия использовала лишь бесплатные слоты для своих роликов. Пресса КПРФ выпускала материалы для разных групп избирателей, называя свою партию силой, обещавшей прекратить конфликт в Чечне и восстановить статус сверхдержавы. Важную роль играли численность КПРФ (530 тысяч членов в 20 тысячах партийных ячеек могли выступать добровольными агитаторами), члены фракции КПРФ в Думе и главы регионов (из 89 глав регионов 49 были за Ельцина, 40 за Зюганова). За время кампании Зюганов совершил поездку по 79 регионам.
Стоявшая на стороне Ельцина пресса развязала кампанию по дискредитации Зюганова в СМИ, обвинив его в попытке восстановления советского государственного строя со всеми его недостатками и подготовке государственного переворота. В телеэфире стали появляться программы и рекламные ролики, предрекавшие гражданскую войну и нищету в случае победы коммунистов. В газете «Известия» за три недели вышло 16 материалов, в которых не было объективной оценки Зюганова, хотя руководитель отдела экономики «Известий» Михаил Бергер не пустил в печать аналогичные критические материалы о Ельцине. Активнее всего против Зюганова агитировала специально созданная газета «Не дай Бог!». По мнению Григория Голосова, националистическая риторика Зюганова была буквально «совершенно отсечена от средств массовой информации». В ответ на это КПРФ в своих выступлениях и обращениях называла власть Ельцина «антинародным режимом», обвиняя его в нанесении бо́льшего экономического ущерба стране по сравнению с ущербом, нанесённым гитлеровцами в Великую Отечественную войну. Газета «Правда» опубликовала 56 материалов с критикой Ельцина, её примеру последовали «Советская Россия» и «Завтра» — сторонники Ельцина утверждали, что именно коммунисты первыми начали войну, спровоцировав ответную реакцию от свободной прессы. В июне в «Независимой газете» прозвучали заявления о создании КПРФ вооружённых отрядов для захвата власти силой в случае, если Зюганов проиграет выборы — по словам главного редактора газеты Виталия Третьякова, эту статью заказал Чубайс.

### Сотрудничество и прогнозы
О возможности сотрудничества с Зюгановым в случае его победы говорили такие политики, как Святослав Фёдоров, Вячеслав Игрунов, Евгений Ясин, Юрий Лужков и даже Джохар Дудаев. 29 мая в прессе появились сообщения о намерениях Зюганова, Александра Лебедя и Владимира Жириновского заключить временный союз с целью помочь Зюганову выиграть выборы, хотя прежде КПРФ критиковала Жириновского, называя его в своих материалах сторонником Ельцина. 10 июня стало известно, что в случае победы Зюганова пять мест в правительстве получит ЛДПР. Министр иностранных дел Германии Клаус Кинкель отметил, что федеральное правительство Германии готово будет сотрудничать и работать с Зюгановым в случае его победы, если он будет придерживаться политики реформ.
По мнению Дэвида Ремника, на фоне низкого рейтинга Ельцина победа Зюганова считалась предрешённой. Социологический опрос, проведённый в Татарстане за три недели до первого тура, предсказывал победу Зюганова в селе с результатом 38 % (у Ельцина ожидалось 29 %). Предполагалось, что ключевыми голосами в поддержку Зюганова станут голоса пожилых людей, ветеранов войны и труда. Зюганов, исходя из того, что электорат разделён на сторонников демократических реформ, коммунистов и националистов, рассчитывал склонить на свою сторону хотя бы две из этих групп, чтобы победить уже в первом туре.

## Кампания Лебедя

### Причины участия
С февраля 1996 года администрация Ельцина разрабатывала план по участию в президентских выборах генерал-лейтенанта Вооружённых сил РФ, командующего 14-й армией Александра Лебедя. Согласно этому плану, Лебедь должен был в первом туре оттянуть на себя голоса сторонников Зюганова и некоторых противников Ельцина, чтобы они потом во втором туре поддержали Ельцина единогласно. Одним из первых Лебедю предложил принять участие в выборах депутат Государственной думы Геннадий Бурбулис. Кампанию Лебедя спонсировал Борис Березовский, финансировавший до этого Бориса Ельцина, но рассорившийся с Александром Коржаковым. Курировал её помощник Ельцина Виктор Илюшин.

### Предвыборная программа и имидж
Лебедь, участвовавший в боевых действиях в Афганистане и локализации конфликта в Приднестровье, позиционировал себя как человек с «сильной рукой», способный навести порядок в стране — он поддерживал все русские патриотические начинания, выступая против социализма и коммунизма. По словам Майкла Спектера, Лебедь не делал радикальных высказываний в духе Жириновского, благодаря чему и собрал вокруг себя протестный электорат. Его предвыборная программа была опубликована ближе к концу предвыборной гонки. По словам Отто Лациса, у Лебедя были две разные экономические программы — одна авторства Сергея Глазьева, другая — Виталия Найшуля. В плане экономики Лебедь делал ставку на борьбу против коррупции и организованной преступности, выступая за сохранение действующего курса, но настаивая на необходимости выплат задолженностей по зарплатам. Он стремился завершить войну в Чечне и вернуть России статус сверхдержавы, реформировать вооружённые силы и свести к минимуму негативное влияние западного мира, а также покончить с ельцинской номенклатурой как основным виновником разброса доходов и нищеты.
Во главе команды имиджмейкеров Лебедя стоял депутат Госдумы Алексей Головков, в прошлом руководитель аппарата правительства Егора Гайдара. В штабе Лебедя работали публицист Леонид Радзиховский, сценарист Пётр Луцик, политконсультант Григорий Казанков, помощник Лебедя генерал-майор Владимир Кривилёв и специалист по PR Юлия Русова. В поддержку Лебедя публично выступили актрисы Наталья Крачковская и Людмила Хитяева и режиссёр Алла Сурикова. Журнал Stern отмечал, что Лебедь, пытаясь создать впечатление признанного политика, оставался офицером душой и телом: его критиковали за отсутствие опыта госуправления, поддержку силовых методов, националистические и милитаристские настроения и чрезмерно солдатский и «мужицкий» образ, отмечая, что Лебедь даже делал антисемитские заявления в присутствии иностранцев.

### Переговоры о поддержке Ельцина
О подлинных причинах участия Лебедя в выборах Леонид Радзиховский узнал от Головкова, безуспешно пытаясь затем добиться от Чубайса их подтверждения или опровержения. Считается, что в апреле Лебедь неформально договорился с Ельциным о его поддержке во втором туре президентских выборов в обмен на должность в правительстве; а Борис Березовский считал, что Лебедь действует не в интересах Ельцина, и 8 мая на встрече за закрытыми дверями пытался убедить его открыто поддержать Ельцина, но от него никаких официальных заявлений так и не услышал. В случае же победы Лебедя на выборах в правительство должны были войти его советники Сергей Глазьев и Дмитрий Рогозин. С Зюгановым Лебедь отказался идти на сотрудничество, обвиняя коммунистов в тайном получении средств от правительства и намекая на то, что Зюганов даже не собирался выигрывать выборы.

## Кампания Явлинского

### Выдвижение и предвыборная программа
Кандидатуру Григория Явлинского выдвинули на III съезде партии «Яблоко», прошедшем 27 января 1996 года, а 19 апреля Явлинский был официально зарегистрирован в ЦИК как кандидат, хотя в дальнейшем он вёл свою кампанию, не опираясь на поддержку от партии. Явлинский считал себя представителем «демократической интеллигенции» и подлинным сторонником либерализма, критикуя Ельцина как «предателя» политики реформ. Своим участием в выборах Явлинский рассчитывал убедить Ельцина полностью изменить состав правительства и скорректировать государственный курс.
В апреле была выпущена предвыборная программа Явлинского «Я выбираю свободу», поддерживавшая либерально-экономический курс страны и защиту прав человека во внутренней и внешней политике. Среди её основных положений были мирное урегулирование конфликта в Чечне, более разумный подход к приватизации, повышение зарплат, пенсий и пособий и более продуманная социальная политика. Однако конкретного посыла Явлинский так и не оставил избирателям, не убедив их, что является альтернативой Ельцину в плане ведения политики реформ.

### Освещение в СМИ
На телевидении Явлинский был известен по рекламному ролику продолжительностью 11 минут, разделённому для эфира на короткие фрагменты и направленного в поддержку разных слоёв населения, однако поддержки на телевидении не получил даже от телеканала НТВ, прежде симпатизировавшего ему. В поддержку Явлинского выступали из газет только «Общая газета», «Новая газета» и «Сегодня». Один из журналистов объяснял это примерно так: «Поддерживать Ельцина — получать деньги, поддерживать кого-то другого — тратить их». Для агитации за свою кандидатуру Явлинский организовал распространение листовок с объявлением о поиске кандидата на роль Президента РФ с высшим экономическим образованием и «без вредных привычек» и девятью клетками кроссворда, куда предлагалось «вписать» его фамилию. Из руководителей печатных СМИ, одобрявших предвыборную программу Явлинского, выделялся главный редактор перестроечных «Московских новостей» Егор Яковлев.

### Переговоры с Ельциным
По мнению Бориса Вишневского, команда Ельцина опасалась, что Явлинский может отобрать голоса сторонников демократов и реформаторов, поэтому добилась того, чтобы в прессе в адрес Явлинского звучали абсурдные обвинения, его программа замалчивалась или игнорировалась, а передачи с его участием снимались с эфира в последний момент, чтобы внушить электорату мысль о том, что Явлинский не является серьёзным кандидатом. Ельцин же пытался официально вывести Явлинского из игры и заручиться его поддержкой на выборах: позже стало известно, что с такой же просьбой к Явлинскому обращался посол США в РФ Томас Пикеринг. 5 мая на встрече в Кремле Ельцин предложил Явлинскому отказ от предвыборной гонки в обмен на должность вице-премьера, говоря в интервью прессе, что Явлинский сам выдвинул это предложение. Явлинский выдвинул ряд ответных требований к Ельцину, прежде всего требуя уволить из правительства Виктора Черномырдина, Павла Грачёва и Олега Сосковца, однако Ельцин отказался это делать. Попытки переубедить Ельцина не увенчались успехом, и 28 мая все переговоры с президентом прекратились; неудачными были и переговоры со Святославом Фёдоровым и Александром Лебедем.

## Кампания Жириновского

### Предвыборная программа Жириновского
Выдвижение Владимира Жириновского кандидатом от ЛДПР состоялось 10 января 1996 года, а 5 апреля он был зарегистрирован в Центризбиркоме. Себя он позиционировал как представителя «третьей силы», противника Ельцина и Зюганова; в СМИ характеризовался как ультранационалист. Предвыборная программа Жириновского включала 10 принципов, которыми он собирался руководствоваться в случае своего избрания президентом — патриотизм, забота об уровне жизни народа, возрождение вооружённых сил РФ, недопущение вмешательств иностранных государств во внутренние дела страны. Из пунктов программы выделялись пересмотр итогов приватизации, сокращение налогов для предприятий, депортация нелегальных иммигрантов из страны и предоставление всем гражданам России земельного ресурса для ведения семейного бизнеса. В плане внешней политики Жириновский выступал за восстановление статуса сверхдержавы, поддерживая присоединение бывших советских республик к России и ведение более жёсткой политики в отношении стран Запада, выраженное в борьбе против их вмешательства во внутренние дела России; он предлагал провести модернизацию вооружённых сил РФ в соответствии с представлениями об армии будущего и постепенно перевести их на смешанную структуру с элементами контрактной службы.

### Поиск союзников
Поддержку Жириновскому оказывали немецкие, французские и итальянские правые радикальные партии, которые рассчитывали установить партнёрские отношения с правыми партиями России. На их фоне выделялся лидер Национального фронта Франции Жан-Мари Ле Пен, посетивший в феврале Москву и присутствовавший на «серебряной свадьбе» Владимира Вольфовича и его супруги Галины Александровны. 10 февраля на пресс-конференции Жириновский и Ле Пен предложили создать «Союз правых сил Европы» из националистических партий в качестве «третьей силы» против демократов и коммунистов, которая защищала бы традиционные европейские национальные ценности. Однако радикальные призывы и эпатажность работали против Жириновского  — многие избиратели поддержали менее радикального генерала Александра Лебедя, с которым, по словам Жириновского, у него был один и тот же электорат. Поэтому Жириновский постоянно «метался» между Ельциным и Зюгановым: если в январе он одобрил выступление президента в Совете Федерации, поддержав политику реформ и борьбу против терроризма, то 24 мая на встрече с российскими банкирами Жириновский предупредил, что может заключить временный союз с Лебедем и Зюгановым, чтобы помочь последнему победить на выборах. В случае победы Зюганова Жириновский становился бы премьер-министром, а Лебедь — министром обороны: поскольку избиратели ЛДПР и КПРФ относились к людям одного социального круга и сходной психологической структуры, вероятность поддержки Зюганова электоратом ЛДПР во втором туре была высока. Самому Жириновскому предсказывали поражение в первом туре: даже в случае его выхода во второй тур с Зюгановым расклад голосов во втором туре составил бы 2:1 в пользу коммуниста.

## Кампания Фёдорова
Идеи доктора медицинских наук, профессора, Героя Социалистического Труда Святослава Фёдорова об идеальном обществе основывались на принципах свободы труда и оплаты по труду, применяемых в его клинике МНТК. Чтобы распространять подобные идеи, в 1995 году им была создана Партия самоуправления трудящихся; через год Фёдоров зарегистрировался и в качестве кандидата на пост президента, намереваясь «сделать каждого человека хозяином результата своего труда» и изложить народу своё видение идеального общества. Его предвыборная программа основывалась на идеях самоуправленческого социализма (так называемого «народного капитализма») при леволиберальных политических предпочтениях. В основу экономической составляющей своей программы он заложил теорию акционерной собственности работников Луиса Кэлсо, автора «Манифеста капитализма», которая отчасти применялась в МНТК. В своей предвыборной программе Фёдоров поддерживал передачу средств производства тем, кто создаёт общественное богатство, и ликвидацию наёмничества; восстановление общенародного характера использования природных богатств и государственный контроль над товарами; разумную конверсию и продуманные реформы, а также сближение государств на основе взаимовыгодного международного сотрудничества. По его мнению, теория Кэлсо в совокупности с российским научным потенциалом могла бы помочь стране обойти в плане экономического развития и США, и Японию.
Перед выборами группа политпсихологов под руководством профессора МГУ Елены Шестопал провела опрос об ассоциациях кандидатов у граждан: избиратели высоко оценили Фёдорова, отметив среди его положительных качеств «яркость, настойчивость, целеустремлённость и активность», а среди отрицательных — «упрямство и твердолобость». 60 % опрошенных отмечали силу, 15 % — слабость; 20 % отмечали «опасную силу», в то время как 65 % считали его неагрессивным, 40 % — мужественным, 55 % — естественным. Но только каждый десятый говорил, что мог бы поддержать кандидатуру Фёдорова на выборах. Согласно одному из интервью, Фёдоров предсказывал не более 1 % голосов на выборах; по другой версии, Фёдоров рассчитывал получить не менее 2,5 миллионов голосов по числу прооперированных им граждан и членов семей. Фёдоров отказался наотрез от сотрудничества с Жириновским и Зюгановым, заручившись поддержкой Владимира Рыжкова. В ходе второго тура Фёдоров поддержал кандидатуру Ельцина.

## Кампания Горбачёва

### Баллотирование и предвыборная программа
2 марта Михаил Горбачёв объявил о своём намерении идти на президентские выборы, намереваясь объединить демократические партии против коммунистов и против сторонников Ельцина и утверждая, что на грядущих выборах общество будет делать выбор «между ухудшенным сегодня и улучшенным вчера». По его словам, около двух третей россиян не доверяли ни Ельцину, ни Зюганову. Супруга бывшего президента СССР Раиса Максимовна, изначально всячески отговаривавшая его от участия в выборах, позже стала самой ярой сторонницей баллотирования Горбачёва на пост президента РФ.
Горбачёв позиционировал себя как «подлинный социал-демократ», выступавший против государственного курса Ельцина — «капитализма в его самой дикой форме». Среди положений программы Горбачёва были повышение сельскохозяйственного и промышленного потенциала страны, изменение налоговой системы, борьба против коррупции в правительственных структурах, усиление борьбы против преступности и немедленное прекращение войны в Чечне. В плане внешней политики Горбачёв выступал против расширения НАТО на Восток. В случае своей победы Горбачёв рассчитывал создать «центристский блок», куда вошли бы Григорий Явлинский, Александр Лебедь и Святослав Фёдоров; о сотрудничестве с Зюгановым речи не шло.

### Предвыборные поездки
За время своей кампании Горбачёв посетил 22 региона России в сопровождении своей супруги, выступив в Санкт-Петербурге, Нижнем Новгороде, Иркутске, Самаре, Екатеринбурге, Уфе и других городах. На своих выступлениях Горбачёв говорил о ценностях свободы и демократии, которые Россия готова принять. Он утверждал, что Ельцин дал команду всем мэрам и губернаторам игнорировать все визиты Горбачёва и не освещать их в СМИ. Одним из исключений стала поездка Горбачёва в Самару 23 мая, где того лично принял в мэрии глава города Олег Сысуев и где кандидат и его супруга дали интервью Виталию Добрусину в эфире телеканала РИО. Иногда губернаторы и мэры пытались сорвать выступления Горбачёва, однако он находил решение для данной ситуации, например, выступая в автомобиле и общаясь через громкоговоритель со зрителями во Владимире. На митингах в адрес Горбачёва звучали обвинения в негативных последствиях, вызванных распадом СССР, от падения уровня жизни до утраты статуса сверхдержавы. Имели место стычки, в которых участвовали коммунисты: во время одной из них в Ивангороде Горбачёв саркастически выкрикнул «Вы что, хотите распять меня?! Ну, распинайте!», а в Волгограде охрана Горбачёва подралась со сторонниками Виктора Анпилова. Серьёзный скандал грянул в Омске, где во время выступления один из зрителей набросился на Горбачёва, ударив его по шее и по плечу, однако охранник увёл буянившего. Горбачёв обвинил ЛДПР в провокации, поскольку кто-то из Омской организации партии на праздновании 50-летия Владимира Жириновского якобы проговорился об этом, однако не добился возбуждения уголовного дела.
В поддержку бывшего президента СССР DJ Грув записал композицию «Счастье есть», используя нарезки выступлений Михаила и Раисы Горбачёвых; поддержку ему на выборах оказали будущий президент РФ Владимир Путин и писатели Мария Розанова и Андрей Синявский. Тем не менее, эксперты предсказывали Горбачёву менее 1 % голосов на выборах, а в случае невыхода во второй тур он намеревался убедить избирателей голосовать «против всех».

## Кампания Шаккума
Директор Международного фонда экономических и социальных реформ (фонд «Реформа») Мартин Шаккум был зарегистрирован кандидатом на выборах Президента РФ в апреле 1996 года, добившись этого через Верховный суд. На выборах он позиционировал себя как социалист и противник радикализма. Несколько раз Шаккуму предлагали снять свою кандидатуру в пользу Ельцина, но он отказывался даже после просьбы Владимира Шумейко не вносить раскол в демократическое движение. Шаккум считал себя человеком, способным восстановить разрушенные сельское хозяйство и промышленность, а также развить сферу услуг, обеспечить защиту чести и достоинства военным и оказать помощь предпринимателям.
Предвыборная программа Шаккума представляла собой список планируемых в случае избрания указов для подписания. Первым указом, который планировал подписать Шаккум, был «О защите прав и свобод граждан от коррупции и произвола властей», который не допускал концентрации власти в руках элиты и обязывал госслужащих предоставлять сведения о доходах и имуществе всех ближайших родственников. Вводились 17 федеральных округов (идею позже претворил в жизнь Владимир Путин). Шаккум выступал в защиту естественных монополий, не поддерживая их дробление в интересах зарубежного капитала. Ещё одним из предложений стало значительное сокращение государственного аппарата.
Слоганом участия Шаккума в выборах был «Все говорят — он делает», использованный в предвыборном рекламном ролике, в котором высмеивались риторика Ельцина, Зюганова, Жириновского и Явлинского. Позиции Шаккума в предвыборных рейтингах были достаточно слабыми, что он списывал на «команду сверху», которая стремилась создать у избирателей представление о борьбе только Ельцина и Зюганова. Так, администрация Ельцина якобы сорвала ему телемост с Нижним Новгородом, где были традиционно сильными позиции Ельцина, а начальника нижегородского предвыборного штаба Шаккума даже вызвали в местное управление ФСБ. Шаккум считал, что Ельцин не в состоянии управлять государством и способен только запугивать избирателей «коммунистической угрозой», а у Зюганова не было конструктивной идеи и предложений по спасению национальной экономики.

## Кампания Власова
Тяжелоатлет Юрий Власов был народным депутатом СССР в 1989—1991 годах в составе Межрегиональной депутатской группы, а в 1993—1995 годах был депутатом Госдумы в составе группы «Российский путь». Его предвыборная программа была опубликована 1 мая: выдержанная в духе умеренного русского национализма, она предусматривала восстановление экономики и коренное изменение положения жизненного ядра нации в обществе и на производстве; для реализации этих планов необходимо было признание народно-патриотических идей как государственной идеологии и учреждение Доктрины национальной безопасности России.
В своей программе Власов выступал за объединение бывших советских республик в единое государство и защиту прав россиян за рубежом, за создание многоукладной экономики с участием работников в управлении производством и распределении его результатов, за восстановление системы социальных гарантий; повышение зарплат, пенсий и стипендий; расширение финансирования здравоохранения и образования, сохранение и развитие отечественной культуры и традиционных ценностей. Несмотря на то, что опросы показывали его рейтинг как ниже одного процента, Власов выражал надежду на получение 6—7 % голосов избирателей при «отсутствии подтасовок». По словам Власова, его приглашали неоднократно в предвыборный штаб Ельцина, предлагая ему отказаться от участия в выборах в обмен на гарантированную партию, финансы и рейтинг, однако Власов не пошёл навстречу ельцинскому штабу, и его попросту бойкотировали в СМИ. За две недели до голосования в прессе даже появились некрологи о его смерти.

## Кампания Брынцалова
Владелец фармкомпаний «Ферейн» и «Брынцалов-А», депутат Государственной думы II созыва Владимир Брынцалов смог зарегистрироваться на выборах только после решения Верховного суда России: изначально его не допускали в связи с тем, что ЦИК обвинил его в фальсификации подписей в поддержку его выдвижения кандидатом. Брынцалов баллотировался ещё до выдвижения Ельцина, пытаясь доказать наличие альтернативы действующему президенту, которого он не считал достаточно сильным для управления страной. 27 апреля на учредительном съезде Русской социалистической партии, от которой выдвигался Брынцалов, была одобрена его предвыборная программа, в которой он делал ставку на повышение благосостояния всех слоёв населения и на сохранение частной собственности, характеризуя свою идеологию как «русский социализм». В частности, он предлагал повысить минимальный размер оплаты труда до 1000 долларов США, несмотря на задержку зарплаты на предприятиях, и заявлял о готовности перенести товарно-денежные отношения и социальную политику своего предприятия «Ферейн» на масштаб всей страны для развития всех сфер общества. Телекомпания CNN сравнивала Брынцалова по уровню эпатажности и предвыборным обещаниям с баллотировавшимся в 1992 году на пост президента США бизнесменом и филантропом Россом Перо.
Кампания Брынцалова отличалась не меньшей эпатажностью, чем кампания Жириновского: символом его участия в выборах стало предвыборное фото, на котором Брынцалов позировал в своём рабочем кабинете, поставив ногу на офисный стол; за столом сидела его жена Наталья в красном платье, формально занимавшая пост советника по связям с общественностью. В фоторепортажах и телевизионных сюжетах демонстрировались богатые интерьеры его особняка в подмосковной Салтыковке, украшенные огромными портретами Владимира и Натальи авторства Александра Шилова. Во время поездки в Калугу на встречу с губернатором Олегом Савченко и мэром Анатолием Минаковым Брынцалов на митинге у Народного дома оставил свой автограф на купюре достоинством в 10 тысяч рублей, которую протянула ему женщина. В поддержку Брынцалова агитировала трэш-метал-группа «Коррозия металла». В мае обозреватель газеты «Известия» Ирина Петровская заявила, что пресс-секретарь Брынцалова Александр Толмачев заплатил за участие своего шефа в ток-шоу «Один на один» Александра Любимова на ОРТ 5 тысяч долларов США, сторговавшись против первоначально потребованных Любимовым 15 тысяч долларов. Любимов подал на Петровскую в суд и потребовал компенсацию в 15 млрд рублей, но суд присудил ему 7 млн. За несколько дней до выборов журнал «Огонёк» напечатал интервью Натальи Брынцаловой, которая раскритиковала «предвыборное поведение» мужа, обвинив его в том, что он ни разу не отозвался положительно о своей семье. В день голосования Брынцалов принёс жену на руках на избирательный участок. Как отмечал Александр Проханов, в ходе предвыборной кампании Брынцалов предстал «в гротескном, пугающем, раздражающем обличии, которое вызвало к нему у публики острейший интерес», не пошедший ему на пользу. Брынцалова пресса назвала «квинтэссенцией эпохи» и карикатурным «новым русским» в глазах общественности.

## Кампания Тулеева
Об участии в выборах состоявший в КПРФ Аман Тулеев заявил в январе 1996 года, собрав в свою поддержку свыше 1,2 млн подписей. Согласно автобиографии Тулеева «Преодоление», Зюганов предложил ему идею равноправно зарегистрироваться и начать предвыборные поездки по стране, излагая на встречах общую программу. Риторика Тулеева колебалась между жёстким коммунизмом и социал-демократией, занимая при этом умеренные позиции, такие как стремление к снижению налогов и обвинение Ельцина в популистских обещаниях. В частности, в своей программе он обещал упразднить Совет Федерации, урезать права президента России и расширить полномочия Государственной думы за деятельностью Правительства. Ожидалось, что в конце кампании Тулеев снимет свою кандидатуру в пользу Зюганова, но в случае снятия с выборов Зюганова от КПРФ на выборы пошёл бы именно Тулеев, который, по мнению Глеба Павловского, благодаря имиджу рабочего вожака и демократического лидера горняков стал бы более опасным противником для Ельцина. Тулеев снялся с выборов за четыре дня до первого тура в пользу Зюганова.

## Опросы общественного мнения
| Данные опроса                     | Данные опроса      | Зюганов | Ельцин | Лебедь | Явлинский | Жириновский | Фёдоров | Горбачёв |
| Организация                       | Дата               | Зюганов | Ельцин | Лебедь | Явлинский | Жириновский | Фёдоров | Горбачёв |
| --------------------------------- | ------------------ | ------- | ------ | ------ | --------- | ----------- | ------- | -------- |
| Независимая газета / VP           | 31 декабря 1992    | —       | 19 %   | —      | —         | 3 %         | —       | 4 %      |
| ВЦИОМ                             | 15 сентября 1993   | —       | 28 %   | —      | 9 %       | 3 %         | 2 %     | 1 %      |
| ВЦИОМ                             | 17—24 октября 1995 | 9 %     | 3 %    | 13 %   | 12 %      | 6 %         | 10 %    | —        |
| ВЦИОМ                             | 20 ноября 1995     | 10 %    | 3 %    | 6 %    | 8 %       | 7 %         | 5 %     | 1 %      |
| ВЦИОМ (голосование на выборах)    | 30 января 1996     | 18 %    | 10 %   | 9 %    | 12 %      | 10 %        | 5 %     | 1 %      |
| ВЦИОМ (самый влиятельный политик) | 30 января 1996     | 11,3 %  | 5,4 %  | 5,5 %  | 7,7 %     | 7,1 %       | —       | —        |
| РОМИР                             | 6—7 апреля 1996    | 27 %    | 22 %   | 8 %    | 7 %       | 6 %         | 6 %     | 1 %      |
| ВЦИОМ                             | 14 апреля 1996     | 26 %    | 18 %   | 10 %   | 10 %      | 8 %         | 8 %     | 1 %      |

## Первый тур
В первом туре выборов приняли участие более 75,7 миллионов человек, что составило 69,81 % от числа избирателей; более 800 тысяч избирателей проголосовали по открепительным удостоверениям. Голосование шло не только на территории РФ, но и на специальных избирательных участках за рубежом, причём в некоторых случаях имело место досрочное голосование: так, утром 15 июня, в «день тишины», за сутки до матча чемпионата Европы по футболу в Англии между сборными командами России и Германии, игроки, тренеры и члены официальной делегации российской сборной проголосовали на избирательном участке в конференц-зале гостиницы в Райтингтоне: урны для голосования и бюллетени доставили представители российского посольства в Великобритании. Досрочно проголосовали и жители Ямала.
По результатам первого тура действовавший президент Ельцин показал наилучший, но далёкий от необходимого для победы большинства результат, получив 26,6 миллионов голосов, что составило 35,28 %. Зюганов получил 24,2 миллиона голосов (что составило 32,03 %), немного уступив Ельцину. Главной неожиданностью стало третье место А. И. Лебедя, который получил поддержку 10,7 миллионов избирателей, что составило 14,52 %. Во второй тур в итоге вышли Ельцин и Зюганов. Владимир Жириновский, занявший 5-е место на президентских выборах с поддержкой 4,3 млн избирателей (5,7 % голосов), на избирательном участке заявил, что в случае победы Зюганова откажется от места в коалиционном правительстве. Серьёзное поражение потерпел Михаил Горбачёв, получив всего 386 тысяч голосов, что составило 0,51 % — по словам Владимира Милова, избиратели «сохраняли практическую, не отретушированную ностальгической перестроечной романтикой память о временах правления Горбачева», поэтому не дали ему ни единого шанса на выборах. Некоторое количество голосов в результате досрочного голосования получил и снявшийся с выборов Аман Тулеев.
Ельцина поддержали преимущественно жители Москвы и Санкт-Петербурга, крупных промышленных городов, Севера России, Сибири, Дальнего Востока, некоторых национальных республик, а также россияне, проживающие за рубежом. Зюганова поддержали преимущественно жители депрессивных сельских регионов Центральной России, Черноземья, Поволжья и некоторых республик Северного Кавказа — так называемого «красного пояса», куда входили преимущественно южная часть России, юг Сибири и юг Дальнего Востока и где были сильны позиции коммунистов. Ельцин занял первое место в 46 регионах (в 10 — абсолютное большинство), Зюганов — в 43 регионах (в 9 регионах — абсолютное большинство). Максимальный процент (64,1 %) голосов Ельцин получил в Чечне — единственном регионе, где ещё не действовала ГАС «Выборы». Максимальный процент голосов Зюганов получил в Дагестане (63,2 %), опередив Ельцина почти на 40 % голосов. По словам политолога Дмитрия Орешкина, в десяти крупнейших российских мегаполисах Ельцин в первом туре получил 52 % голосов, а Зюганов — только 18 %; в сотне самых больших городов разброс составлял уже 43 % к 23 % в пользу Ельцина; поддержка Зюганова же обеспечивалась исключительно за счёт сельского населения. В Татарстане разница между Зюгановым и Ельциным составила 4730 голосов (оба набрали примерно по 38 % голосов), причём, по заявлениям наблюдателей, имели место откровенные фальсификации в пользу Ельцина; примерное равенство было в Кабардино-Балкарии (39 % у Ельцина и 38 % у Зюганова). В Северной Осетии была зафиксирована разгромная победа Зюганова, набравшего около 63 % голосов против 19 % Ельцина.

## В промежутке между турами
Второй тур был назначен на среду, 3 июля, которую Правительство РФ объявило выходным днём. Перенос дня голосования с воскресенья на среду был обоснован стремлением увеличить активность избирателей. На время выборов в Назрани было заключено перемирие между ЧРИ и федеральными войсками, подписанное Сергеем Степашиным, Вячеславом Михайловым, Вячеславом Тихомировым и Владимиром Страшко со стороны РФ и Асланом Масхадовым со стороны ЧРИ. Решить исход президентской гонки могли, прежде всего, голоса сторонников Александра Лебедя (15 % голосов).

### Ельцин
Перед вторым туром предвыборный лозунг Ельцина был изменён на «Голосуй, и ты победишь». 18 июня Ельцин назначил Александра Лебедя секретарём Совета Безопасности РФ, после чего Лебедь выступил с речью в поддержку Ельцина, призвав свой электорат поддержать действующего президента. В тот же день в отставку был отправлен министр обороны Павел Грачёв, что было одним из условий назначения Лебедя: тот утверждал, что Грачёв не то готовил государственный переворот, не то пытался надавить на Ельцина. Уже после выборов Ельцин отправил Лебедя в отставку, фактически «выбросив» из политики. Вечером 19 июня организатор кампании «Голосуй или проиграешь» Сергей Лисовский и ближайший соратник Чубайса Аркадий Евстафьев были задержаны на выходе из Белого дома с коробкой из-под ксероксной бумаги, в которой находились 500 тысяч долларов. Деньги были выданы заместителем министра финансов Германом Кузнецовым из суммы в размере 2,5 млн долларов, которая должна была пойти на заказ печатной продукции, фотографий и плакатов. Коржаков обвинил Лисовского и Евстафьева в расхищении средств, в их отношении было возбуждено уголовное дело по факту незаконных валютных операций. Возникла угроза отмены выборов, но конфликт разрешился после увольнения Коржакова, Барсукова и Сосковца с должностей и исключения их из штаба. По мнению Валерия Хомякова, инцидент подстроили сами Чубайс и Коржаков с целью дележа плодов победы Ельцина.
26 июня Ельцин перенёс свой шестой с лета 1995 года сердечный приступ и инфаркт, вследствие чего ряд мероприятий с его участием были отменены. Татьяна Дьяченко и Анатолий Чубайс официально объявили о добровольном отказе президента от выступлений, но не раскрыли правду о его здоровье, опасаясь, что избиратели после этого поддержат Зюганова. В период между турами в СМИ демонстрировались не публиковавшиеся ранее материалы с Ельциным, отснятые до выборов. 28 июня Сергей Филатов в интервью РИА «Новости» заявил, что президент обратится по телевидению к избирателям, «как только восстановится голос». Больной Ельцин провёл встречу в своём доме в Барвихе с Лебедем, но для съёмок гостиную дома переоборудовали так, чтобы она напоминала рабочий кабинет Ельцина, и убрали медицинское оборудование. 30 июня агентство «Интерфакс» опубликовало интервью под заголовком «Президент Ельцин отвечает на вопросы агентства „Интерфакс“» с ответами Ельцина на вопросы журналистов о грядущем втором туре выборов и реализации предвыборной программы: в 1999 году выяснилось, что оно было сфабриковано журналистами, чтобы не раскрывать общественности правду о здоровье Ельцина. 1 июля в эфир вышли телеобращение Ельцина к избирателям и сюжет НТВ о встрече Ельцина с Черномырдиным, а 2 июля — интервью с Ельциным, записанное работавшим на REN TV Эльдаром Рязановым. Участникам записи приходилось убирать на монтаже все намёки на болезнь Ельцина, так как президенту было тяжело передвигаться самому, говорить и даже дышать. Ельцин в своих воспоминаниях писал, что скрывал всю информацию о болезни, не желая давать шансов Зюганову на победу.

### Зюганов
Несмотря на хорошие результаты по итогам первого тура, Зюганов не смог переманить на свою сторону представителей некоммунистического электората, а поддержали его те же избиратели, что и на выборах в Думу 1995 года. Его политическая активность ограничилась только переговорами с выбывшими кандидатами о создании коалиции и поддержке его во втором туре: фактически риторика сместилась в сторону идеологии «центризма». Он предлагал Лебедю место в своей команде в обмен на поддержку во втором туре и убеждал его, что Ельцин после победы уволит Лебедя с поста, но не убедил генерала, а Александр Руцкой назвал поступок Лебедя «предательством» электората. Переговоры Зюганова с Явлинским привели к тому, что два делегата на IV съезде партии «Яблоко» поддержали Зюганова при общем решении партии голосовать «против всех». Жириновский 24 июня заявил, что поддержит Зюганова в случае, если тот исключит из своей команды «левого радикала» Виктора Анпилова и «недееспособных» Анатолия Лукьянова и Николая Рыжкова, а Ельцина — если тот исключит «ультралибералов» Анатолия Чубайса, Сергея Филатова и Сергея Шахрая, однако 28 июня окончательно призвал избирателей не голосовать за Зюганова как лидера «прямой наследницы КПСС».
Уход Зюганова в сторону центризма негативно сказался на возможности создать коалицию, в то же время Александр Руцкой, Евгений Сучков и Сергей Бабурин связывали снижение политической активности и подобное лавирование с угрозами в адрес Зюганова. Накануне второго тура грянули несколько скандалов, связанных с телевизионными выступлениями: Зюганова и Станислава Говорухина обвинили в попытке показать в телеэфире ролик, намекавший на злоупотребление Ельциным алкоголя и ставившим под вопрос дееспособность президента, а со слов пресс-центра избирательного штаба Ельцина Вячеслава Никонова, Зюганов собирался сообщить в телевизионном эфире о смерти Ельцина. Зюганов всё опровергал, заявив, что прекрасно знал о состоянии здоровья Ельцина и что он хотел предупредить о возможности электронной системы подсчёта голосов сфальсифицировать результаты выборов.

## Второй тур
Во втором туре выборов приняли участие более 68 % избирателей. Из-за тяжёлого состояния здоровья Борис Ельцин голосовал в санатории в Барвихе, где специально для него был сооружен участок для голосования. Ельцин одержал победу, получив 40,2 миллиона голосов (53,82 %); Зюганов набрал 30,1 миллионов голосов (40,31 %); 3,6 миллиона россиян (4,82 %) проголосовали против обоих кандидатов. Первые предварительные результаты были оглашены в 23:30 по московскому времени, окончательные — 4 июля в 5:30 утра. По мнению ряда экспертов, исход выборов во втором туре решили 14,52 % (около 10 млн) голосов избирателей, поддержавших в первом туре Александра Лебедя: Зюганов признал этот факт в 2011 году во время дебатов перед парламентскими выборами на телеканале «Россия-1» в передаче Владимира Соловьёва. После подведения итогов выборов Зюганов признал своё поражение и поздравил Ельцина с победой.
Ельцин занял первое место в 86 из 100 крупнейших городов России, опередив Зюганова в Москве и Петербурге на 50 %, а также на Урале, Севере и Дальнем Востоке. Зюганов победил в 31 субъекте РФ, опередив в «красном поясе» Ельцина на 15 %, что характеризовалось как пример «перевёрнутого голосования», когда результаты по регионам отличались от результатов по стране. В ряде регионов, где в первом туре наблюдалось примерное равенство между двумя кандидатами, Ельцин уверенно победил во втором туре — так, в Кабардино-Балкарии он опередил Зюганова по голосам почти в два раза, а в Татарстане набрал 64 % голосов против 30 % Зюганова. Максимальный процент поддержки Ельцина (79,8 %) пришёлся на Ингушетию, чуть меньше результаты были в Свердловской и Пермской областях, Чечне (68 %), Москве и Санкт-Петербурге; максимальный процент поддержки Зюганова — на Орловскую область, Чувашию, Адыгею и Тамбовскую область. В ряде республик, где была зафиксирована победа Зюганова в первом туре, во втором туре Зюганов потерпел разгромное поражение.
Четыре группы наблюдателей Совета Европы в Москве, Дзержинском, Жуковском и Чебоксарах отметили высокий уровень подготовленности местных избиркомов к выборам и прозрачность при проведении выборов, заявив об отсутствии существенных нарушений. Но избирательным комиссиям шести субъектов РФ (Дагестан, Карачаево-Черкесская Республика, Мордовия, Ставропольский край, Ростовская и Саратовская области) уже после подведения итогов голосования пришлось внести изменения в протоколы и перевести эти же изменения в протокол ЦИК РФ. Об аномальных результатах в Саратовской области сообщала Любовь Слиска, хотя Саратовская область ещё в 1990-е годы стала «электоральной аномалией» Российской Федерации. По словам губернатора Самарской области Константина Титова, прирост голосов за действовавшего президента не был чем-то необычным, поскольку ряд избирателей консолидировался намного позже, что было обычным явлением в 1990-е годы в регионах.
- Сравнение результатов выборов в первом и во втором туре на примере Татарстана

## Окончательные результаты
| Кандидат                    | Кандидат                    | Субьект выдвижения               | Первый тур | Первый тур | Второй тур | Второй тур |
| Кандидат                    | Кандидат                    | Субьект выдвижения               | Голосов    | %          | Голосов    | %          |
| --------------------------- | --------------------------- | -------------------------------- | ---------- | ---------- | ---------- | ---------- |
|                             | Борис Ельцин                | Независимый кандидат             | 26 665 495 | 35,28      | 40 402 349 | 53,82      |
|                             | Геннадий Зюганов            | КПРФ                             | 24 211 686 | 32,03      | 30 104 589 | 40,31      |
|                             | Александр Лебедь            | Конгресс русских общин           | 10 974 736 | 14,52      |            |            |
|                             | Григорий Явлинский          | РОДП «Яблоко»                    | 5 550 752  | 7,34       |            |            |
|                             | Владимир Жириновский        | ЛДПР                             | 4 311 479  | 5,70       |            |            |
|                             | Святослав Фёдоров           | Партия самоуправления трудящихся | 699 158    | 0,92       |            |            |
|                             | Михаил Горбачёв             | Независимый кандидат             | 386 069    | 0,51       |            |            |
|                             | Мартин Шаккум               | Социалистическая народная партия | 277 068    | 0,37       |            |            |
|                             | Юрий Власов                 | Независимый кандидат             | 151 282    | 0,20       |            |            |
|                             | Владимир Брынцалов          | Русская социалистическая партия  | 123 065    | 0,16       |            |            |
|                             | Аман Тулеев                 | Независимый кандидат             | 308        | 0,00       |            |            |
| Против всех                 | Против всех                 | Против всех                      | 1 163 921  | 1,54       | 3 603 760  | 4,82       |
| Действительных бюллетеней   | Действительных бюллетеней   | Действительных бюллетеней        | 74 515 019 | 98,58      | 73 910 698 | 98,95      |
| Недействительных бюллетеней | Недействительных бюллетеней | Недействительных бюллетеней      | 1 072 120  | 1,43       | 780 405    | 1,05       |
| Всего бюллетеней            | Всего бюллетеней            | Всего бюллетеней                 | 75 587 139 | 100,00     | 74 706 645 | 100,00     |
| Явка избирателей            | Явка избирателей            | Явка избирателей                 | 29 252 340 | 67,31      | 29 363 722 | 68,88      |
| Источник:                   |                             |                                  |            |            |            |            |

## Инаугурация Ельцина
Инаугурация состоялась 9 августа 1996 года в Государственном Кремлёвском дворце: изначально её намеревались провести на Соборной площади Кремля под звон колоколов и пение хора, однако перенесли во дворец не только из соображений экономии (были сэкономлены 9 млрд рублей), но и в связи с ослабленным здоровьем Ельцина. Инаугурация продлилась, по разным оценкам, от 16 до 20 минут вместо запланированных полутора часов и стала самой короткой за новейшую историю России. По словам очевидцев, президент во время инаугурации двигался очень медленно, словно боялся упасть, а его голос во время зачитывания присяги дрожал.
Ельцин утверждал, что даже сделанные перед церемонией обезболивающие уколы не улучшили его состояние. Это привело к тому, что 5 сентября в эфире программы «Время» в интервью Михаилу Лесину президент сообщил о грядущей операции на сердце, умолчав об июньском инфаркте из опасений по поводу реакции общества. Операция по аортокоронарному шунтированию прошла 5 ноября, на время операции обязанности президента исполнял Виктор Черномырдин.

## Реакция в мире
Поздравительные телеграммы Ельцину направили многие главы государств, председатели правительств и руководители международных организаций: 5 июля было прислано 23 такие телеграммы, 8 июля — 43 поздравления. В поздравлениях отмечался огромный объём проделанной Ельциным работы по проведению демократических реформ в стране, триумф демократических ценностей и недопущение реванша со стороны коммунистов. Поздравления направили президент США Билл Клинтон, президент Чехии Вацлав Гавел, британский премьер-министр Джон Мейджор, президент Украины Леонид Кучма, президент Грузии Эдуард Шеварднадзе, президент Казахстана Нурсултан Назарбаев, канцлер Германии Гельмут Коль (он лично созвонился с Ельциным), министр иностранных дел Германии Клаус Кинкель и президент Франции Жак Ширак. Поздравительные телеграммы направили генеральный секретарь ООН Бутрос Бутрос-Гали, председатель Европейского банка реконструкции и развития Жак де Ларозьер, папа римский Иоанн Павел II и Патриарх Московский и Всея Руси Алексий II. Многие высокопоставленные чиновники стран НАТО заявили, что благодаря победе Ельцина над Зюгановым больше не услышат «радостных возгласов коммунистов в России».
Международный республиканский институт сообщал, что его наблюдатели не зафиксировали умышленных попыток сфальсифицировать результаты выборов, и отметил высокую прозрачность организации выборов. Центр науки и международных отношений имени Белфера назвал выборы «свободными и справедливыми» с точки зрения организации голосования и подсчёта голосов, но не с точки зрения освещения в СМИ и финансирования. Руководители делегаций наблюдателей от ОБСЕ, Европарламента и Совета Европы Андраш Баршонь, Констанция Крель и Эрнст Мюлеманн полностью признали прошедшие выборы «свободными, беспристрастными и справедливыми», отметив, что первый тур голосования был организован по всем правилам с соблюдением свободы волеизъявления, а серьёзных нарушений не было выявлено. Вместе с тем ОБСЕ отметили, что кандидаты возмущались отсутствием предоставления государственными СМИ в равной степени достаточного времени для предвыборной агитации и что подавляющая часть предвыборной рекламы была направлена только в поддержку действовавшего президента. В целом российские избиркомы следовали всем процедурам, хотя фиксировались отдельные случаи вброса бюллетеней.

## Критика выборов

### Информационное воздействие на избирателей
Считается, что на выборах 1996 года впервые в истории России были продемонстрированы на полную мощность политические технологии (в том числе манипулирования сознанием), которые принесли победу Ельцину. Фонд эффективной политики Глеба Павловского, работавшего на штаб Ельцина, опубликовал доклад «Президент в 1996 году: сценарии и технологии победы» («Как, почему и зачем мы победили на выборах 1996 года. Наш подход к победе Бориса Ельцина»), который был посвящён информационному воздействию на избирателей: согласно докладу, победу Ельцину принесли такие действия, как привлечение ресурсов экспертов, доминирование в информационном пространстве, блокирование ходов противника, доминирование в СМИ и доминирование в элитах. После выборов и прекращения «гигантского предвыборного информационного потока, направленного на общество», уже к концу 1996 года опросы общественного мнения снова продемонстрировали массовое раздражение властью, а после дефолта в августе 1998 года и до осени 1999 года они показывали «состояние безысходности».
В 2006 году директор фонда «Общественное мнение» Александр Ослон, работавший в составе аналитической группы при штабе Ельцина, опубликовал статью об использовании «политических технологий» для победы Ельцина. Главный аналитик телеканала НТВ Всеволод Вильчек говорил, что телевидение занималось манипуляцией массовым сознанием в пользу Ельцина, всячески пытаясь внушить гражданам, что последствия победы Зюганова будут плачевными и непоправимыми (например, показывались фильмы о сталинских репрессиях, которые создавали в обществе атмосферу тревоги и уменьшали ностальгию по СССР). Утром 3 июля во избежание однородного голосования пенсионеров за Зюганова во втором туре и отъезда на дачи телеканал ОРТ показал три серии популярного телесериала «Секрет тропиканки», анонсированные как заключительные, хотя его транслировали ещё неделю. Вследствие этого на избирательные участки пришли представители интеллигенции, молодёжи и другой публики, не голосовавшей за Зюганова, и даже самые ярые сторонники Зюганова начинали сомневаться в необходимости поддержки его кандидатуры.

### Неравное освещение кандидатов
Анализ Европейского института средств массовой информации показал, что во время выборов крупнейшие российские телеканалы не обеспечивали равноправное и объективное освещение кандидатов: около 53 % эфирного времени было посвящено Ельцину, 18 % — Зюганову, остальным кандидатам — не более 7 % каждому. По данным профессора колледжа журналистики имени Филипа Меррилла при Мэрилендском университете Сары Оутс (англ. Sarah Oates), из 152 сюжетов о первом туре программы «Время» на ОРТ Ельцин упоминался в 83 сюжетах (55 %), Зюганов — в 53 (35 %), остальные кандидаты (без описания деятельности и пунктов программ) — в 26 (17 %). Из 153 сюжетов программы «Сегодня» на НТВ в 91 упоминался Ельцин (59 %), в 52 — Зюганов (34 %), из остальных кандидатов освещались только выступления Жириновского по поводу переговоров по Чечне. Освещение Ельцина и Зюганова было противоположным: первого представляли как губернатора времён Российской империи, способного решить все проблемы, и поддерживали его союз с Александром Лебедем; в адрес второго нередко задавались провокационные вопросы и сыпались оскорбления, а его ответы в ток-шоу всячески грубо прерывались. Об отсутствии равных условий освещения кандидатов в СМИ заявляла лидер делегации Европарламента Констанция Крель, отмечая, что на выборах действующие главы государств и ведущие политические партии всегда имеют аналогичные преимущества.
Критиками отмечалось предвзятое освещение Зюганова, все публичные выступления и появления которого на развлекательных мероприятиях сопровождались язвительными и саркастическими комментариями или карикатурами. Главный редактор «Независимой газеты» Виталий Третьяков отмечал, что вместо Зюганова нередко показывали его радикального сторонника Виктора Анпилова как «страшилку» для электората, а в канун Дня Победы, за пять дней до официального начала предвыборной кампании по телевидению показали антисоветские сюжеты. По мнению политолога Марины Павловой-Сильванской, предвыборная кампания в СМИ характеризовалась агрессивностью, необъективностью и нетерпимостью ко всем кандидатам в формах, недопустимых для демократического общества. Сотрудник Всероссийского центра по изучению общественного мнения Алексей Левинсон утверждал, что «из мозгов избирателей сделали пюре». Павловский назвал ситуацию с освещением кандидатов «феноменом управляемых медиа» и «медиапроектировочным режимом». Опрос ВЦИОМ, проведённый с 9 по 12 июля 1996 года, показал, что из поддержавших Ельцина во втором туре около 50 % проголосовали за него, основываясь на его политической программе, а 45 % — исключительно из-за нежелания видеть Зюганова президентом.

### Заявления о непрозрачности голосования

#### Обвинения в адрес Ельцина
4 июля Зюганов заявил о том, что команда Ельцина добилась успеха за счёт нарушений избирательного законодательства и неравного информационного положения кандидатов: ей приписали фальсификации протоколов, агитацию в день выборов на участках и создание неточностей в списках избирателей. 10 июля Верховный суд России постановил, что по итогам по результатам первого тура выборов неустановленными лицами были сфальсифицированы данные некоторых протоколов: в различных копиях протоколов пяти районов Казани отличались числа избирателей, голосовавших за нескольких кандидатов, и подписи членов избирательных комиссий. Считается, что к этому скандалу привели как путаница между федеральным и республиканским избирательными законодательствами (в один день в Татарстане проходили выборы Президента РФ и народных депутатов в Государственный Совет Республики Татарстан), так и угрозы увольнения в адрес мэров и руководства районов, которые могли стать реальностью в случае поражения Ельцина. Между первым и вторым турами были зафиксированы значительные изменения в распределении голосов за Ельцина и Зюганова в национальных республиках, что связывалось со «специально прилагаемыми усилиями региональных властей» и возможными угрозами в адрес руководства в случае поражения Ельцина.
Оценки якобы приписанных Ельцину голосов во втором туре варьируются от 800—900 тысяч, согласно Валентину Михайлову, до 1,8 млн «нерегулярных голосов», согласно Институту открытой экономики, и даже 8 млн, по утверждениям нескольких сотрудников АНБ. По мнению создателя аналитической группы «Меркатор» Дмитрия Орешкина, массовые фальсификации могли иметь место в Ингушетии, Калмыкии, Туве и Чечне, чей электоральный вес был меньше по сравнению с «зюгановскими» Дагестаном, Татарстаном или Башкортостаном, но лидерами этих четырёх регионов были молодые реформаторы, чья карьера зависела от победы Ельцина. При исключении фальсификаций Ельцин мог бы набрать, по мнению Орешкина, около 38—40 % голосов в первом туре и 49—51 % голосов во втором туре. Однако все избирательные бюллетени были уничтожены по указанию председателя ЦИК Николая Рябова через полгода после выборов, и проверить возможность фальсификаций стало невозможным. По мнению Леонида Радзиховского, уголовное дело о фальсификации выборов можно было бы возбудить, если бы бюллетени были уничтожены с нарушениями (например, на следующий день после выборов).

#### Обвинения в адрес Зюганова
По словам того же Орешкина, фальсификации имели место и в пользу Зюганова: в первом туре сторонники «старой партийной элиты» с помощью своих админресурсов обеспечили явку не менее 90 % более чем в 60 ТИК преимущественно в сельской местности (25 в Башкортостане и 24 в Татарстане), в 35 из которых Зюганов опередил Ельцина с отрывом более чем на 15 %. В Дагестане благодаря фальсификациям Зюганов набрал 63 % голосов (сельская местность), Ельцин — от 26 до 28 % (Буйнакск и Каспийск), но накануне второго тура руководство Дагестана резко перешло на сторону Ельцина. При исключении гипотетических фальсификаций Зюганов мог бы набрать 27—29 % голосов (меньше на 3—5 %) в первом туре и 43—45 % во втором туре (против официальных 40 %). Во время следующей президентской кампании ряд политиков (Владимир Жириновский и Любовь Слиска) стали утверждать, что Зюганов якобы выиграл оба тура в 1996 году, но под мощным давлением извне «испугался» победы и отказался отстаивать её силой. По словам политолога Аркадия Любарева, подобные слухи запустил кто-то из будущих создателей «Единой России»; Зюганов же утверждал, что сначала это злонамеренно распространяли «Жириновский и компания», а потом некоторые СМИ и лидеры движения «Единства», поддерживавшие Ельцина и пытавшиеся убедить электорат, что за Зюганова, побоявшегося отстоять свою победу в 1996 году, нет смысла голосовать в дальнейшем. Зюганов опроверг заявления о том, что занял первое место в каком-либо из туров, но признал, что именно из-за нежелания разжигать гражданскую войну отказался от протестов против результатов.

#### Современный взгляд
Как отмечают современные исследователи (2016, 2021), в некоторых российских регионах были документально установлены существенные фальсификации со стороны властей в пользу Ельцина, но нет доказательств того, что они оказали решающее воздействие на результаты выборов. Заметного перераспределения голосов между различными группами избирателей не было, что косвенно указывало на отсутствие фальсификаций в пользу Ельцина. Политик Владимир Милов полагает, что вся теория о фальсификации выборов в пользу Ельцина исходила из ошибочного толкования доклада Глеба Павловского. Реальных доказательств фальсификаций, обеспечивших победу Ельцина, представлено так и не было, хотя результаты выборов позже стали поводом для различных анекдотов и острых шуток. Заявления о сомнительных результатах делались и в дальнейшем: так, после встречи 20 февраля 2012 года президента России Дмитрия Медведева с представителями «несистемной оппозиции», на которой велось обсуждение фальсификаций на миновавших выборах в Думу, СМИ сообщили со ссылкой на участников встречи о следующих произнесённых Медведевым словах: «Да, выборы в Государственную Думу не стерильные, но вряд ли у кого есть сомнения, кто победил на выборах президента 96-го года. Это не был Борис Николаевич Ельцин». Позже администрация Президента опровергла эти слова, а Анатолий Чубайс назвал попытки поставить под сомнение победу Ельцина «несерьёзными». В 2016 году Григорий Явлинский заявил о том, что хотя результаты Ельцина в первом туре были сфальсифицированы, решающую роль сыграло неравное положение кандидатов накануне выборов. В 2017 году Михаил Горбачёв в англоязычной книге «Новая Россия» (англ. The New Russia) аналогично заявил о занижении своего результата командой Ельцина, но признал, что проиграл из-за неспособности объединить разных реформаторов против Ельцина. В 2021 году исследователь Валентин Михайлов подверг выборы 1996 года подробному математическому анализу и сделал вывод, что фальсификации на выборах имели место не только в пользу Ельцина во втором туре, но и в пользу Зюганова в первом туре.

## Общие оценки. Последствия
Выборы оказались самыми конкурентными в российской истории, однако не способствовали переходу к реальной демократии, поскольку не привели к смене власти. Победа Ельцина затормозила развитие демократических институтов в стране и утвердила олигархический капитализм, который дискредитировал в глазах населения идеи демократии и рыночной экономики, нанёс удар по свободе прессы. Выборы направили Россию на путь авторитарной формы управления — так называемой «управляемой» или «суверенной» демократии — «использования и злоупотребления выборной системой для поддержания и укрепления авторитарного правления». По распространённой точке зрения, команда Ельцина, выбирая между соблюдением принципа честной игры с риском проигрыша и нечестной игрой с гарантией победы, предпочла вариант, в котором избиратель ставился перед выбором между «капиталистическим будущим» и «коммунистическим прошлым», катастрофой, гражданской войной; одновременно удалось реализовать ставку на медианного избирателя. По всей вероятности, во втором туре к Ельцину перешли большая часть голосов за Явлинского и Лебедя; Ельцина поддержала и часть голосовавших за Жириновского. Как отмечал в 2010 году политолог и философ Дмитрий Фурман, выборы сыграли важную роль в эволюции российского постсоветского режима, показав «всю мощь сформировавшейся… системы, в которой верховная власть… уже не зависела от одобрения народом её политики и от общественной оценки человеческих качеств её носителя». Как отмечали политологи, возможность передачи власти правящей верхушкой исключалась, Ельцин в любом случае не намеревался передавать власть — открыто заявлялось, что вне зависимости от результатов выборов, коммунисты власть не получат. По оценке Фурмана (2010), выборы, которые уничтожили возможность смены власти конституционным путём и прихода к власти оппозиции, в значительной степени объясняют популярность и поддержку электоратом (у которого больше не было мотивации поддерживать оппозицию) Владимира Путина, поскольку после победы Ельцина в 1996 году победу неизбежно одержал бы любой «преемник».  
Сторонники Ельцина расценивали его победу на выборах как предотвращение разворота страны в коммунистическое прошлое и недопущение «коммунистического реванша» при том, что в ряде стран Восточной Европы (Польша, Венгрия и Литва) на выборах победу одержали коммунисты. Егор Гайдар отмечал роль Ельцина в предотвращении коммунистического реванша, несмотря на его собственные недостатки и присутствие в команде людей, «на редкость далеких от идеалов демократии и стабильного, справедливого развития России». Для журналистов, поддерживавших Ельцина в его предвыборной кампании, победа символизировала сохранение свободы слова в России: в благодарность Ельцин предоставил 20 сентября телекомпании НТВ право на круглосуточное вещание, телерадиокомпании ВГТРК — статус государственного учреждения, приравненного к учреждению культуры, и гарантии государственного финансирования обеим компаниям. С января 1997 года право на вещание в Москве получила и телекомпания REN TV. Как считал политолог Григорий Голосов, пропагандистская идея о «красно-коричневой угрозе» представляла собой цельную конструкцию и включала не только эмоциональные (голосование «сердцем»), но и рациональные элементы: утверждалось, что КПРФ стремится к восстановлению тоталитаризма и является фашистской. С одной стороны, как отмечал Голосов, эта идея «строилась на лжи», поскольку партия Зюганова фашистской не была (хотя имела некоторый националистический оттенок) и в случае победы на выборах вскоре повторила бы трансформацию в сторону «умеренности и аккуратности» компартий Восточной Европы. С другой стороны, по словам Голосова, в 1996 году «сохранялись условия для воссоздания жесткого авторитарного режима» по советскому образцу, хотя вероятность практической реализации Зюгановым такого сценария «стремилась к нулю» ввиду незаинтересованности правящего класса.
Зюганов, который подвергся «жёсткой публичной обструкции» в массмедиа, не смог создать широкую коалицию и, оказавшись в изоляции,   фактически прекратил борьбу после первого тура. Эксперты рассматривали его кампанию как «бледную и маловыразительную», без энтузиазма и надежды на успех. СМИ полностью проигнорировали идеологию умеренного национализма в программе Зюганова. Коммунисты признавали, что переоценили поддержку россиянами левых настроений и что оптимальной для Зюганова должна была стать позиция центриста. КПРФ после поражения своего кандидата в дальнейшем сделала ставку на выборы губернаторов, добившись победы около 40 своих кандидатов («руководители среднего уровня») на губернаторских выборах. По мнению Зюганова, благодаря совместной работе с правительством Евгения Примакова они предотвратили ухудшение экономической и политической ситуации в России. 
Как отмечает политолог Владимир Гельман, победа стала для Ельцина «пирровой»: президент подорвал своё здоровье и более не управлял окружением; участники кампании и финансировавшие её предприниматели (Б. Березовский) получили заметные должности и стали оказывать влияние на политические назначения и на передел полученных от приватизации активов (эта политика характеризовалась как «захват государства»). Осенью 1996 года по стране прокатилась волна забастовок, связанная с задержкой зарплат бюджетникам, а назначение членов команды Ельцина на посты в правительстве и возобновление кровопролития в Чечне лишь подтвердили, что Ельцин не собирался выполнять свои предвыборные обещания. Обещание Ельцина о переводе Вооружённых сил Российской Федерации на контрактную основу было нарушено после принятия 12 марта 1998 года Советом Федерации закона «О воинской обязанности и военной службе», согласно которому призывная система сохранялась и существовала наравне с контрактной. Второй президентский срок Ельцина характеризовался как «расцвет либеральной экономики и апогей передела собственности» и одновременно как «период финансовых пирамид и экономического коллапса 1998 года»; последнее событие исключило возможность «обнуления» президентских сроков, на что Ельцин надеялся. 31 декабря 1999 года он добровольно ушёл в отставку. Считается, что Ельцин искал своего преемника на посту президента; узкая правящая группа, окружавшая Ельцина («семья»), сделала ставку на кандидатуру Владимира Путина и способствовала его избранию на президентских выборах 2000 года, не допустив к власти сформировавшуюся коалицию Примакова, Лужкова и «региональных боссов».
В 2004 году Михаил Ходорковский заявил, что команда Ельцина не занялась ни одной из существенных проблем, решив защищать интересы только тех, кто был готов «к решительным жизненным переменам в условиях отказа от государственного патернализма», а также подавила свободу слова, превратив формировавших общественное мнение журналистов в «обслугу хозяев», а независимые общественные институты — в «рупоры спонсоров». Тогда же, по словам Ходорковского, зародилось убеждение о всесилии политтехнологов, а политическая обстановка создала предпосылки к приходу в 2000 году на пост президента Владимира Путина и формированию современной российской политической системы. По итогам опроса, проведённого программой «Право голоса» на ТВЦ в апреле 2016 года, 90 % респондентов заявили, что поддержали бы в 1996 году Зюганова; в то же время мнения по итогам опроса радио «Свобода», проведённого в июне 2016 года среди москвичей, разделились. В 2016 году публицист Андрей Десницкий заявил, что именно на выборах 1996 года сформировалась характерная схема поддержки действующего кандидата, сводящаяся к защите имеющихся достижений и демонизации оппонентов. В 2021 году Валентин Михайлов отметил устойчивое присутствие в информационном поле темы «украденной у Зюганова победы», поскольку, по его мнению, этот тезис «слишком хорошо… соответствует мифу о 1990-х как источнике наших бед в 21 веке и позволяет оправдывать современные манипуляции выборами в РФ ложным тезисом о том, что фальсификации на выборах всегда были».

## В массовой культуре
Президентские выборы 1996 года являются темой эссе Виктора Пелевина «Ultima Тулеев, или дао выборов» (1996 год). В произведении присутствуют иллюстрации совмещения лиц шести кандидатов на пост президента, набравших наибольшее количество голосов по итогам опроса РОМИР (Ельцин, Зюганов, Лебедь, Фёдоров, Явлинский и Жириновский): совмещение проводилось с помощью компьютерной программы Elastic Reality. После совмещения всех шести портретов, проведённого в определённом порядке, на выходе был выдан портрет человека, который, по словам автора, не отличался от «лица президента, полученного по результатам опроса РОМИРа».
В 2003 году в прокат вышел художественный фильм «Проект „Ельцин“», описывающий работу американских пиарщиков в штабе предвыборной кампании президента Ельцина.
В ноябре 2020 года вышла книга Михаила Зыгаря «Все свободны: История о том, как в 1996 году в России закончились выборы», в которой подробно описывалась предвыборная кампания Ельцина: в основу книги легли множество интервью, взятых у свидетелей событий того времени.